# 1. brigada Slovenske vojske
Za druge 1. brigade glejte 1. brigada.
1. brigada Slovenske vojske je združena taktična enota, podrejena Generalštabu Slovenske vojske.

## Zgodovina
Oblikovala se je z združitvijo 1. specialne brigade MORiS in 10. bataljona za mednarodno sodelovanje (10. BMS). Za datum začetka delovanja 1. brigade štejemo 22. junij 1998. Tega dne je bila ob 14. uri z ukazom načelnika Generalštaba uvedena nova struktura vodenja in poveljevanja v Slovenski vojski.

Bojno zastavo je brigada dobila 17. decembra 1998.

## Moto 1. brigade SV
Moj poklic je časten in odgovoren.
Interese svoje enote postavljam pred svoje interese.
Skrbim, da mi bosta orožje in oprema služila v trenutku, ko ju bom potreboval.
Moj vojaški videz je meni v čast in moji enoti v ponos.
Od mene pričakujejo več in bolje.
Poklicu, Slovenski vojski in domovini sem popolnoma predan.
Rad delam v skupini in vem, da smo skupaj močni in nepremagljivi.
Vodim s primerom. Zato skrbim za svojo telesno pripravljenost, se urim in izobražujem.
Iskren sem do sebe in drugih, v strahu in pogumu.

## Poveljstvo
Poveljniki
- polkovnik Janez Butara (1998–2001)
- polkovnik Branimir Furlan (2001–2005)
- polkovnik Anton Tunja (2005–2007)
- brigadir Bojan Pograjc (2007–2009)
- polkovnik Dobran Božič  (2009–2011)
- brigadir David Humar (2011–2012)
- brigadir Miha Škerbinc - Barbo (2012–2014)
- brigadir Roman Urbanč (2014–2017)
- polkovnik Robert Glavaš (2017–2019)
- polkovnik Uroš Paternus (2019–2020)
- polkovnik Boštjan Močnik (2020–2023)
- polkovnik Gregor Vodeb (2023–)

Glavni (Brigadni) podčastniki
- višji štabni vodnik Tomaž Mihelič (2005–2009)
- praporščak Avguštin Burg (2009–2012)
- praporščak Matej Praznik (2012–2015)
- višji praporščak Robert Rotar (2015–?)

## Organizacija
- 10. pehotni polk
- 132. gorski polk
- teritorialni polk
- rodovski bataljon